# Edgar Hennecke
Edgar Ludwig Theodor Hennecke (* 13. April 1865 in Osterode am Harz; † 25. März 1951 in Göttingen) war ein deutscher evangelischer Pfarrer und Theologe.

## Leben
Edgar Hennecke studierte seit 1883 an den Universitäten Leipzig, Tübingen und Göttingen evangelische Theologie und Philologie. 
1887 legte er das 1. theologische Examen ab. Danach ging er zum weiteren Studium nach Berlin, wo er u. a. bei Adolf Harnack studierte. Hier erlangte er 1892 das theologische Lizenziat (= Dr. theol.), 1895 wurde er an der Philosophischen Fakultät der Universität Leipzig mit einer von Albert Hauck betreuten Arbeit promoviert. Er war von 1895 bis 1935 Pfarrer in Betheln (bei Hildesheim). Er begründete die Ausgabe Neutestamentliche Apokryphen in deutscher Übersetzung, deren spätere Bearbeitung und Neuausgabe von Wilhelm Schneemelcher übernommen wurde.
Hennecke war der Vater des Literaturkritikers und Übersetzers Hans Hennecke.

## Veröffentlichungen
- Die Apologie des Aristides. Recension u. Rekonstruktion des Textes. Leipzig, Hinrichs 1893 (= Texte und Untersuchungen 4,3).
- Altchristliche Malerei und altkirchliche Literatur. Eine Untersuchung über den biblischen Cyklus der Gemälde in den römischen Katakomben. Leipzig, Veit 1896
- (Hrsg.) Neutestamentliche Apokryphen in deutscher Übersetzung und mit Einleitungen, Tübingen, Mohr Siebeck 1904.
- Handbuch zu den neutestamentlichen Apokryphen in Verbindung mit Fachgelehrten herausgegeben von Edgar Hennecke, Tübingen, Mohr Siebeck 1904.
- Zur Gestaltung der Ordination mit besonderer Rücksicht auf die Entwicklung innerhalb der lutherischen Kirche Hannovers, Hannover, Hahn 1906.
- (Hrsg.) Neutestamentliche Apokryphen. 2. Auflage. Tübingen, J. C. B. Mohr 1924 (online).
- Die Kirchen in und um Göttingen. In: Zeitschrift der Gesellschaft für Niedersächsische Kirchengeschichte 42, 1937, S. 167–205.
- Die mittelalterlichen Kirchen- und Altarpatrozinien Niedersachsens. Hrsg. von Hans-Walter Krumwiede. Göttingen, Vandenhoeck & Ruprecht 1960.

## Archiv
- Nachlass im Landeskirchlichen Archiv Hannover (Bestand N 4)